# Visconde de Alves de Sá
Visconde de Alves de Sá é um título nobiliárquico criado por D. Luís I de Portugal, por Decreto de 1 e Carta de 4 de Dezembro de 1869, em favor de João Maria Alves de Sá.
Titulares
1. João Maria Alves de Sá, 1.º Visconde de Alves de Sá.